# Typhlocerus prodigiosus
Typhlocerus prodigiosus – gatunek chrząszcza z rodziny kózkowatych i podrodziny zgrzypikowych. Jedyny przedstawiciel rodzaju Typhlocerus.

## Zasięg występowania
Gatunek ten występuje w południowej Brazylii.